# Трактор (Липецкая область)
Тра́ктор — упразднённый посёлок Калабинского сельского поселения Задонского района Липецкой области. Расположен у села Архангельское. Стоит на реке Таволжан.

Памятник на братской могиле на кладбище села Трактор (Липецкая область)

## История
Посёлок получил название Трактор в начале 1930-х годов. В названии отражено появление первых тракторов в сельском хозяйстве. В 1932 году в посёлке проживало 135 человек.
В 2001 году снят с государственного учёта по причине отсутствия населения, жилых домов и объектов соцкультбыта, однако по сообщению газеты «Задонская правда» последние жители оставили посёлок только в 2007 году.

## Воинское кладбище
Во время Великой Отечественной войны, в июле 1942 года, близ Трактора располагался полевой военный госпиталь. Умерших от ран советских солдат хоронили на левом берегу берегу реки Товолжан. В 1960 году на братской могиле был установлен памятник. За воинским кладбищем в 1960-е — 1970-е годы ухаживали ученики Архангельской восьмилетней школы, впоследствии оно было заброшено. Кладбище расчищено в 2008 году молодёжной поисковой экспедицией, организованной районной администрацией. Одновременно проводились поиски предполагаемых захоронений того же периода на правом берегу Товолжана, но их существование не подтвердилось. С 2012 года уход за кладбищем осуществляют воспитанники Задонского спортивно-патриотического клуба «Родина». Предполагаемое количество похороненных на кладбище — около 300, из них по именам известно 74 (установленные имена обозначены на памятнике).